# Macroglossum ungues
Espèce
Macroglossum ungues est une espèce de lépidoptères (papillons) de la famille des Sphingidae, de la sous-famille des Macroglossinae et du genre Macroglossum.

## Description
L’espèce est presque identique à Macroglossum sitiene, mais plus petite; l'aile antérieure est plus obtuse avec une marge extérieure plus convexe. Les antennes du mâle sont comparativement plus longues et plus grandes.
Le sommet de la première ligne discale est plus courbée que chez Macroglossum sitiene. La face dorsale de l'aile postérieure est d'un jaune délavé à la base elle est plus vive chez Macroglossum sitiene.

## Répartition et habitat
Répartition
L'espèce est connue au Vietnam, en Indonésie, de Java à Ambon, aux Philippines et à Taïwan.

## Biologie
Les imago de la sous-espèce Macroglossum ungues cheni sont généralement actifs pendant la journée, mais sont également attirés par la lumière la nuit. Ils volent habituellement le long des lisière ou au-dessus de la canopée des forêts côtières. Les sources de nectar observées sont Stachytarpheta jamaicensis, Clerodendrum inerme, Nothapodytes foetida, Cerbera manghas, Peucedanum japonicum, Tetrastigma lanyuensis, Ehretia phillippinensis, Aglaia chittagonga, Rourea minor et Capparis lanceolaris.
Des chenilles de la sous-espèce Macroglossum ungues cheni ont été observées se nourrissant de Paederia scandens var. mairei.

## Systématique
L'espèce Macroglossum nubilum a été décrite par  les entomologistes Lionel Walter Rothschild et Karl Jordan en 1903. Les localités type sont Buru, Amboina, Java

### Synonymie
- Macroglossum lanyuana Chen, 1994

### Liste des sous-espèces
- Macroglossum ungues ungues
- Macroglossum ungues cheni Yen, Kitching & Tzen, 2003 (île de Lanyu à Taiwan)